# Staudamm von Gölpınar
Koordinaten: 40° 13′ 25″ N, 34° 42′ 29″ O

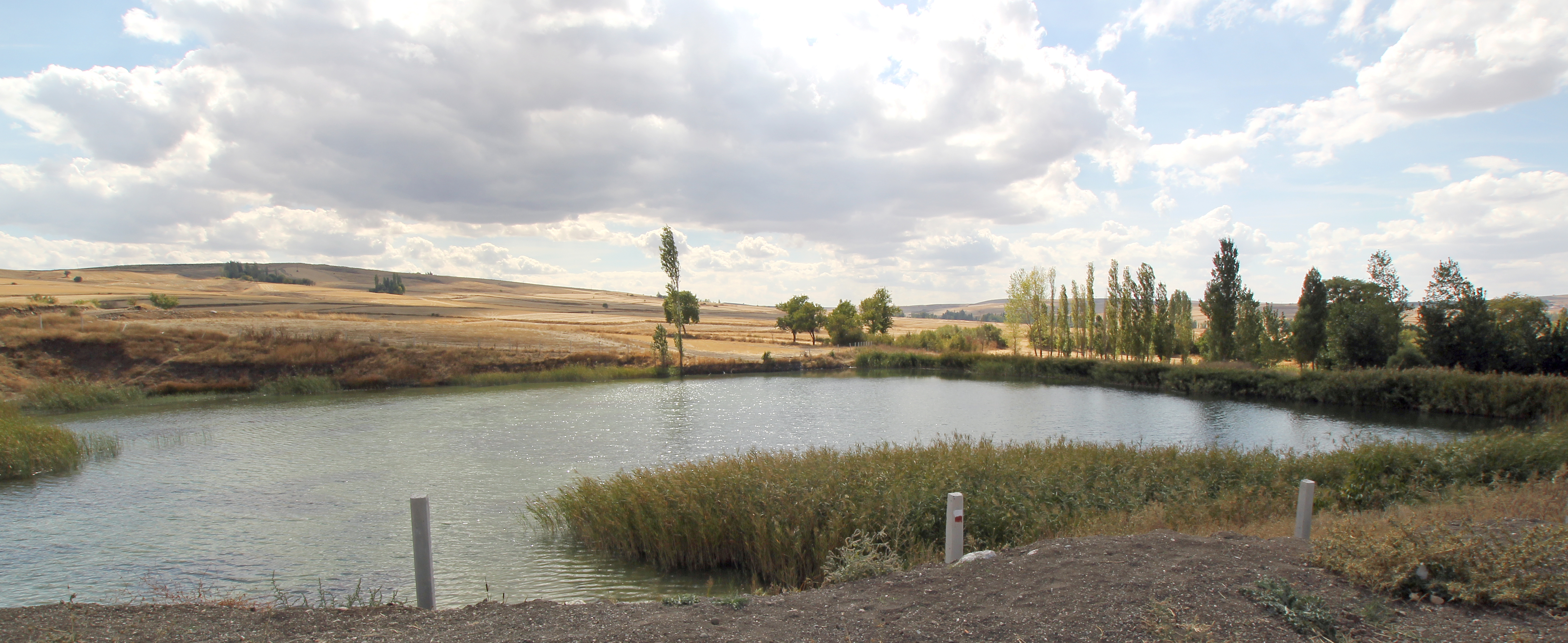
Gölpınar-Stausee von Nordosten, rechts die Staumauer

Der Staudamm von Gölpınar, auch Staudamm von Alacahöyük, ist ein hethitischer Staudamm aus dem 2. Jahrtausend v. Chr. beim Fundort Alaca Höyük in der Zentraltürkei. Er wurde nach abgeschlossenen archäologischen Untersuchungen repariert und wieder in Betrieb genommen.

## Geschichte
Aus einer bei der Ausgrabung des Geländes gefundenen hethitischen Inschrift in luwischen Hieroglyphen geht hervor, dass das Bauwerk der Ḫebat gewidmet war. Diese hurritische Göttin wurde von Puduḫepa, der Gattin des Großkönigs Ḫattušili III. verehrt, sie bezeichnete sich als deren Dienerin. Von ihrem Sohn und Nachfolger Hattušilis, Tudhalija IV., ist aus Keilschriftdokumenten bekannt, dass er nach einer Dürreperiode um 1240 v. Chr. zehn Staudämme im hethitischen Gebiet errichtete. Daraus wird geschlossen, dass der Damm von Gölpınar ein Werk Tudhalijas ist. Er diente der Feldbewässerung und möglicherweise der Trinkwasserversorgung von Alaca Höyük.
Bei den Ausgrabungen in Alaca Höyük durch die türkischen Archäologen Hâmit Zübeyir Koşay und Remzi Oğuz Arık wurde der Staudamm 1935 entdeckt und erstmals teilweise freigelegt. In den Jahren von 2002 bis 2007 wurde der Damm von den türkischen Archäologen Aykut Çınaroğlu und Elif Genç in Zusammenarbeit mit dem türkischen Amt für Wasserwirtschaft (Devlet Su İşleri) freigelegt, repariert und wieder benutzbar gemacht. Dabei wurde etwa eine Million Kubikmeter Schlamm entfernt. Danach konnte das Reservoir wieder zur Bewässerung von etwa 20 Hektar Ackerland genutzt werden.

## Lage und Aufbau
Der Staudamm liegt in hügeligem Gelände, etwa 1,5 Kilometer südöstlich des Siedlungshügels von Alaca Höyük im Landkreis Alaca der türkischen Provinz Çorum an der Straße nach Karamahmut und in die Kreisstadt Alaca.
Das annähernd rechteckige Staubecken misst von Westen nach Osten um 110, von Norden nach Süden 100 Meter. Drei Seiten des Beckens sind mit Bruchsteinmauern eingefasst, die vierte Seite bildet der Damm im Westen. Bei einer mittleren Tiefe von 2,5 Metern hat das Becken ein Fassungsvermögen von 27.500 Kubikmetern. Es wird von verschiedenen Quellen innerhalb des Staubeckens gespeist, die Hauptquelle liegt im Südwesten des Bassins. Auf der Krone des Damms liegt ein 130 Meter langes Tosbecken, flankiert von zwei Kanälen. An beiden Dammenden waren Schleusen sowie Ablauf- und Überlaufrinnen, die zum Teil wieder in Betrieb genommen werden konnten. Die Gesamtstärke des Dammbaus beträgt etwa 15 Meter, die Höhe über der Wasseroberfläche zwei Meter. Der Dammkörper besteht aus etwa faustgroßen Steinen, die mit Ton undurchlässig gemacht sind. Der Boden des Tosbeckens ist mit Ton bedeckt. 
Westlich des Dammes wurde eine Mauer mit drei Sockeln ausgegraben, einer aus Sandstein, einer aus Kalkstein und der dritte aus Andesit. In dem Becken auf der Dammkrone kam ein Sockel mit der beschrifteten Stele zu Tage. Außerdem wurde ein goldenes Schmuckstück mit einem eingefassten Rubin ergraben, möglicherweise ein Anhänger.

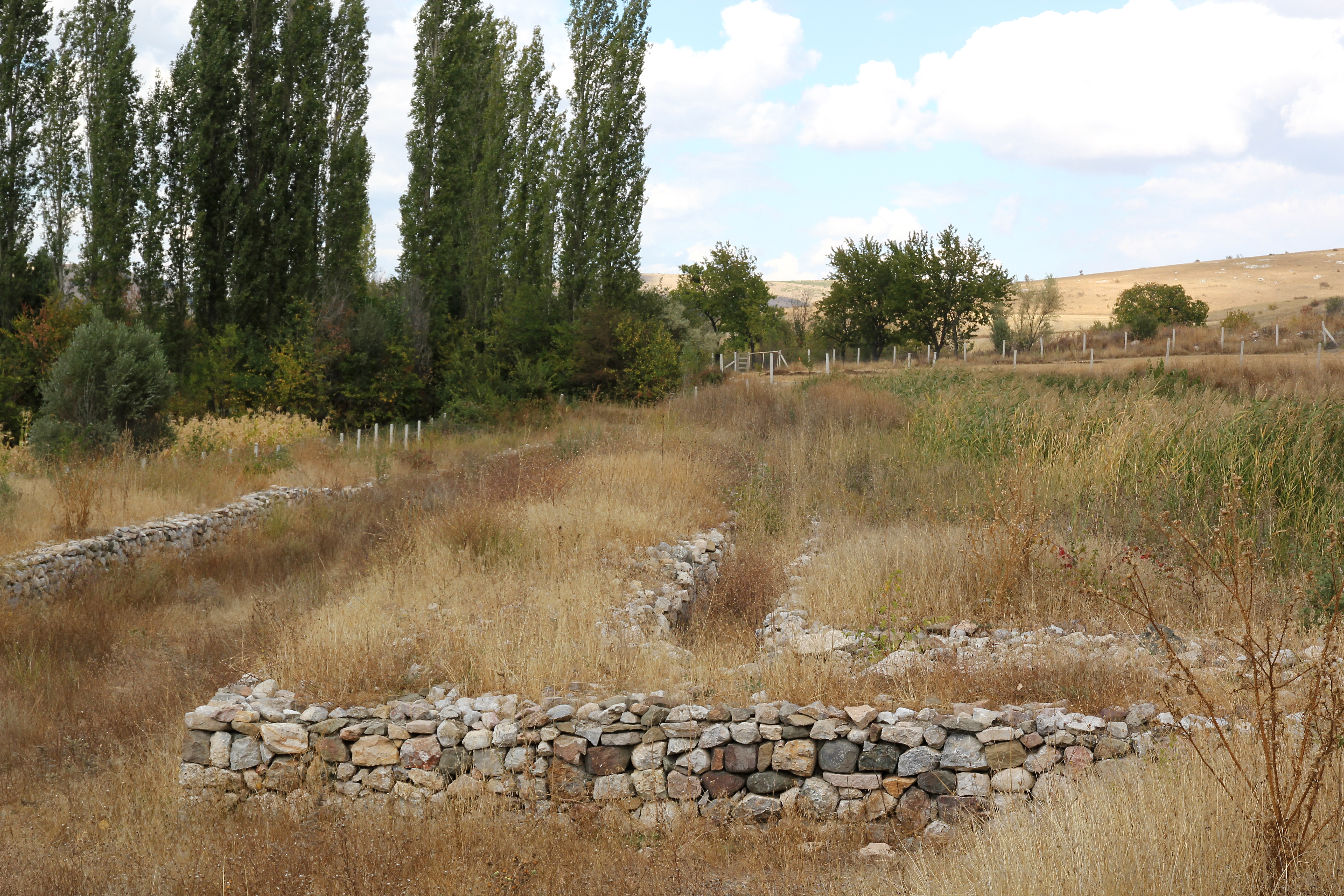
Damm mit Tosbecken und Kanälen von Süden
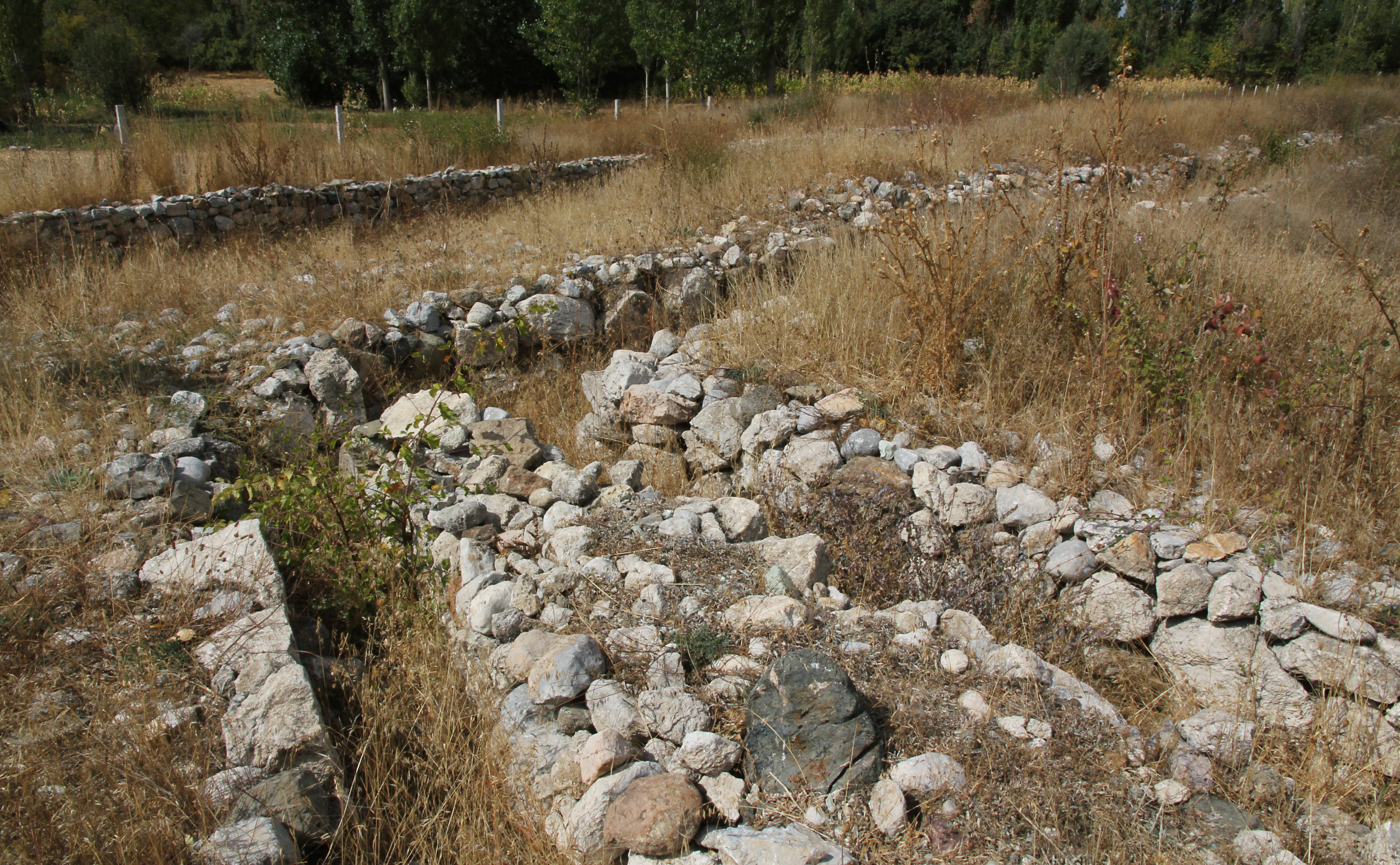
Kanäle und Schleuse am Südende
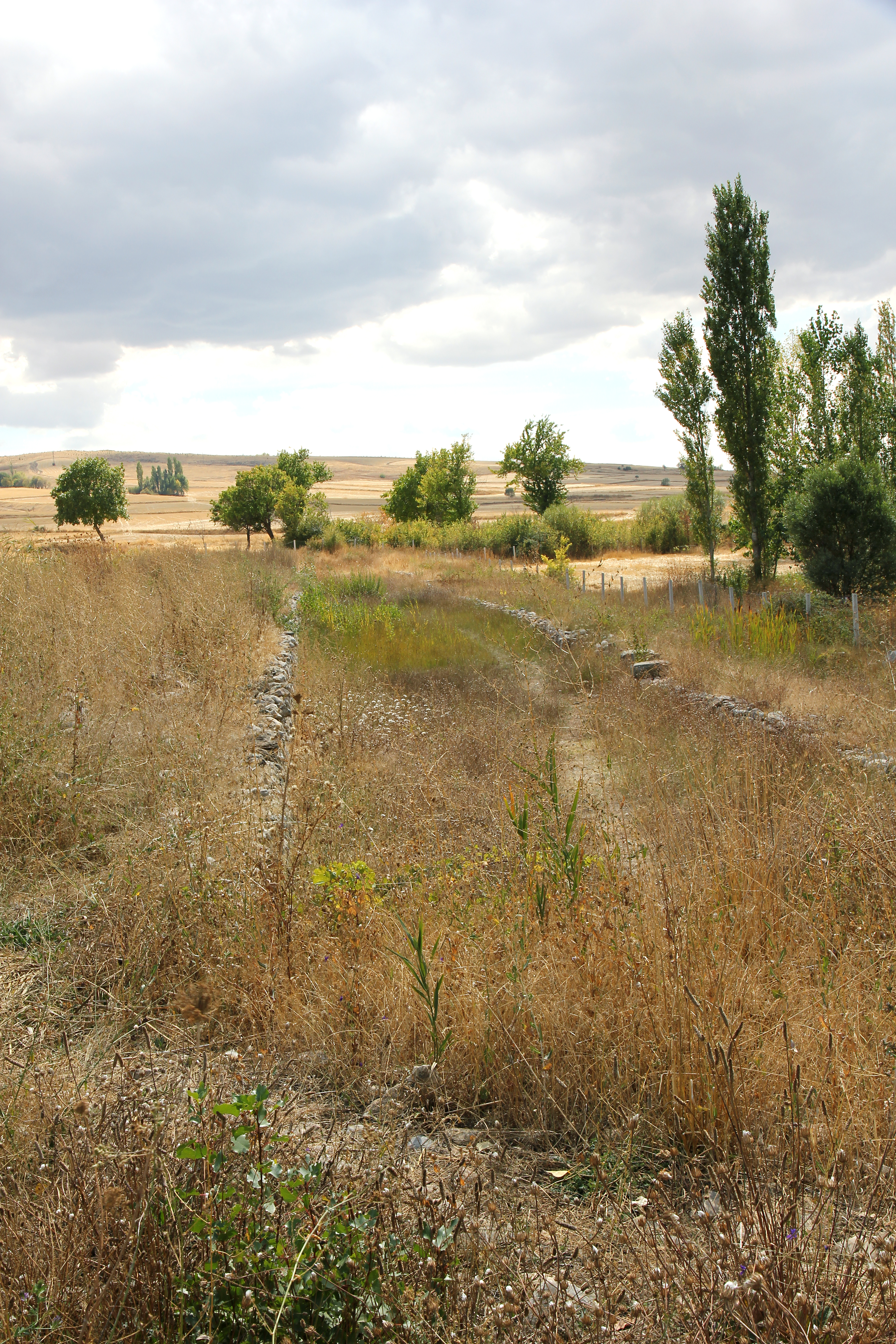
Damm von Norden